# Uno Stallarholm
Uno Viktor Emanuel Stallarholm (fram till 1924 Janson) född 27 november 1894 i Berg, Ytterselö socken, Södermanlands län, död 16 mars 1974 i Stockholm, var en svensk målare, grafiker och tecknare.

## Biografi
Uno Stallarholm var son till lantbrukaren och fjärdingsmannen Gustaf Viktor Jansson och Emma Ottilia Olsson och gift första gången 1923–1942 med Ester Olivia Jönsson och andra gången från 1943 med Carin Hildur Margareta Lagergren. Efter avslutad folkskola arbetade Stallarholm först inom lantbruket och fick efter sin fars död 1911 sköta familjegården på Selaön i Mälaren. Förhållandevis obemedlad tvingades han länge förena sina konstnärliga studier med hårt kroppsarbete.
Han studerade vid Althins målarskola 1918–1920 och Kungliga konsthögskolan 1920–1924 där han även deltog i Axel Tallbergs undervisning vid etsarskolan. I studiesyfte reste han till England, Frankrike och Italien 1923–1924 och reste även senare till Främre Orienten, Palestina och Turkiet. Han engagerades som tidningstecknare och illustratör 1926 och medverkade i bland annat Social-Demokraten, Dagens Nyheter, Vårt Hem och Folket i bild. På Dagens Nyheter utförde han under flera år bildackompanjemang till dagsversen på Namn och nytt-sidan. Som konstnär debuterade han i utställningen Svensk konst som visades på Valands-Chalmers i Göteborg 1923, därefter har han medverkat i Sveriges allmänna konstförenings salonger i Stockholm, den interskandinaviska grafikutställningen i Oslo 1932–1933, Köpenhamn 1937 och Helsingfors 1939. Han var representerad vid American Etchers utställning i New York 1937, Nordisk grafikunions utställning i London 1938, Svensk Bogkunst 1907–1957 på Frederiksbergs rådhus i Köpenhamn 1957, en svensk grafikutställning i Moskva 1959 samt ett stort antal svenska grafikutställningar. Tillsammans med Kjell och Tord Leander Engström ställde han ut på Lorensbergs konstsalong 1945 och separat ställde han bland annat ut på De Ungas salong, Norrköpings konstmuseum och i Eskilstuna.
Han utförde en serie med industribilder där han på uppdrag av Selim Karlebo utförde realistiska teckningar från olika industrimiljöer och arbetslivsskildringar där han fick följa det dagliga arbetet vid Atlas-Diesel, Husqvarna vapenfabrik, ASEA och Volvo 1927–1935. Under 1950-talet då han blivit mer folkligt uppmärksammad anlitades han upprepade gånger av FIB:s konstklubb för att skapa litografier till klubbens portföljer. Som bokillustratör illustrerade han bland annat Frederick Marryats Kaparkaptenen  och Fredrik Ströms Svenska folkgåtor. Stallarholm är representerad vid bland annat Nationalmuseum, Moderna museet, Göteborgs museum, Norrköpings konstmuseum, Västerås konstmuseum, Östersunds museum, Konstakademien, Nasjonalgalleriet i Oslo samt museum i London, Dresden och München.
Två monumentaltavlor med historiska motiv av Stallarholm, "Midvinterblot" och "Våren", hänger i Torshälla rådhus.

## Utmärkelser
Uno Stallarholm tilldelades andra medaljen från Konsthögskolan 1925, Folket i bilds tecknarstipendium 1951, Boklotteriets illustrationsstipendium 1957 och Stockholms stads kulturstipendium 1962.